# Timna Brauer
Timna Brauer (født d. 1. maj 1961) er en østrigsk sangerinde, som repræsenterede Østrig ved Eurovision Song Contest 1986 med sangen "Die Zeit ist einsam".